# Ratnapura
Ratnapura (tamil: இரத்தினபுரி, singalesisk: රත්නපුර) er en by i det syd-centrale Sri Lanka, med et indbyggertal (pr. 2001) på cirka 46.000. Byen er hovedstad i distriktet af samme navn. Byens er blandt andet kendt for minedrift af såvel rubiner som safirer.